# 民主工党 (巴西)
民主工党（葡萄牙語：Partido Democrático Trabalhista，缩写为PDT）是巴西的一个政党。该党成立于1979年6月17日。该党的意识形态是社会民主主义、劳工主义。该党的政治立场是中间偏左。该党的主席是Carlos Lupi。该党的总部位于里约热内卢。该党是社会党国际、圣保罗论坛和拉美社会主义协调的成员。